# Нурієв Зія Нурійович
Зія Нурійович Нурієв (21 березня 1915, селі Верхні Лачінтау Бірського повіту Уфимської губернії, тепер село Верхньолачентау Бірського району, Башкортостан, Російська Федерація — 19 жовтня 2012, Москва) — радянський державний діяч, заступник голови Ради міністрів СРСР, міністр заготівель СРСР, 1-й секретар Башкирського обкому КПРС. Член ЦК КПРС у 1961—1986 роках. Депутат Верховної Ради СРСР 4—11-го скликань. Герой Соціалістичної Праці (20.03.1975). Кандидат економічних наук (1966).

## Життєпис
Народився в багатодітній селянській родині. З 1922 року навчався в сільській початковій школі. У 1928 році вступив до комсомолу.
У 1930 році закінчив Бірський педагогічний технікум, у 1933 році — Башкирський інститут народної освіти в місті Бірську, викладач історії.
У 1933—1935 роках — вчитель школи колгоспної молоді села Каразіріково Бураєвського району Башкирської АРСР. У 1935—1938 роках — завідувач Бураєвського районного відділу народної освіти Башкирської АРСР.
У 1938—1940 роках — у Червоній армії. Служив секретарем бюро ВЛКСМ артилерійського полку 2-ї Особливої Червонопрапорної армії.
Член ВКП(б) з 1939 року.
У 1940—1942 роках — завідувач Бузов'язівського районного відділу народної освіти Башкирської АРСР.
У 1942—1943 роках — начальник політичного відділу Подлубовської машинно-тракторної станції (МТС) Башкирської АРСР.
У 1943—1944 роках — 2-й секретар Бузов'язівського районного комітету ВКП(б) Башкирської АРСР.
У 1944—1945 роках — 1-й секретар Кігінського районного комітету ВКП(б) Башкирської АРСР.
У 1945—1948 роках — завідувач відділу сільського господарства Башкирського обласного комітету ВКП(б).
У 1948—1951 роках — слухач Вищої партійної школи при ЦК ВКП(б).
У 1951—1952 роках — завідувач відділу партійних, профспілкових і комсомольських органів Башкирського обласного комітету ВКП(б).
У 1952 — грудні 1953 року — секретар Башкирського крайового (обласного) комітету КПРС.
7 грудня 1953 — 14 червня 1957 року — 2-й секретар Башкирського обласного комітету КПРС.
14 червня 1957 — 15 липня 1969 року — 1-й секретар Башкирського обласного комітету КПРС.
У 1966 році захистив кандидатську дисертація на тему «Економіка і виробництво зерна».
26 червня — 17 вересня 1969 року — голова Державного комітету заготівель при Раді міністрів СРСР.
17 вересня 1969 — 3 квітня 1973 року — міністр заготівель СРСР.
3 квітня 1973 — 1 листопада 1985 року — заступник голови Ради міністрів СРСР, голова Комісії Президії Ради міністрів СРСР з питань агропромислового комплексу.
Указом Президії Верховної Ради СРСР від 20 березня 1975 року за видатний внесок в розвиток партійного, державного будівництва, агропромислового комплексу СРСР і в зв'язку з 60-річчям від дня народження, заступнику голови Ради міністрів СРСР Нурієву Зії Нурійовичу присвоєно звання Героя Соціалістичної Праці з врученням ордена Леніна і золотої медалі «Серп і Молот».
З листопада 1985 року — персональний пенсіонер союзного значення в Москві. З грудня 1985 по 1988 рік — державний радник Ради міністрів СРСР.
Помер 19 жовтня 2012 року. Похований в Москві на Новодівочому цвинтарі.

## Нагороди і звання
- Герой Соціалістичної Праці (20.03.1975)
- п'ять орденів Леніна (11.01.1957, 20.03.1965, 27.08.1971, 20.03.1975, 20.03.1985)
- орден Трудового Червоного Прапора (22.03.1949)
- орден «Знак Пошани» (1944)
- орден Салавата Юлаєва (Башкортостан) (2009)
- орден Сухе-Батора (Монгольська Народна Республіка)
- медалі
- медаль «За трудову доблесть» (25.12.1952)